# Morien Bay
Morien Bay (5 listopada 1953–5 września 1974 Cow Bay) – zatoka (ang. bay) w kanadyjskiej prowincji Nowa Szkocja, w hrabstwie Cape Breton, na północ od zatoki Mira Bay; nazwa Morien Bay urzędowo zatwierdzona w 1924 (potwierdzona 23 kwietnia 1940).